# Абдуллах ибн Абу Бакр
Абдаллах ибн Абу Бакр аль-Тайми (араб. عبد الله ابن أبي بكر التيمي‎; около 608-633) — сподвижник исламского пророка Мухаммеда и сын Первого праведного халифа Абу Бакра ас-Сиддика  (годы правления 632–634).

## Ранний период жизни
Абдаллах родился в Мекке около  605-608 годов. Его отец Абу Бакр был родом из Бану Тайм племени Курайшитов. Его матерью была Кутайла бинт Абд аль-Узза из клана Бану Амир ибн Луай:28–29:140–141. Его родители развелись вскоре до или после его рождения:178. 
Когда Мухаммад и Абу Бакр мигрировали из Мекки в сентябре 622 года, Абу Бакр поручил молодому Абдулле слушать разговоры людей и сообщать им новости дня в пещере на горе Саур каждую ночь. Абдулла должным образом сообщил, что курайшиты предложили сотню верблюдов тому, кто захватит Мухаммада. Каждое утро, когда он выходил из пещеры, слуга семьи вел стадо овец по тому же маршруту, чтобы замести его следы:224:131.

## Эмиграция в Медину
Несколько месяцев спустя Абдулла эмигрировал в Медину в компании своей мачехи Умм Руман и двух сестер Асмы и Аиши:8:172.
В 630 году Абдуллах сражался при осаде Таифа, где поэт-сакафит Абу Михджан аль-Сакафи ранил его стрелой. Эта рана в конечном итоге стала причиной его смерти, хотя он прожил почти три года после этого:591.

## Свадьба
Он женился на Атике бинт Зайд, поэтессе из клана Бану Ади курайшитов. Этот брак был бездетным:186. Было сказано, что Абдулла подчинился решению Атики и что он проводил с ней так много времени, что пренебрёг своими обязанностями перед исламским государством. Абу Бакр наказал своего сына, приказав ему развестись с ней. Абдулла сделал, как ему было сказано, но был убит горем. Он написал стихи для Атики
Я никогда не знал, чтобы такой мужчина, как я, развелся с такой женщиной, как она,

и ни одна женщина, подобная ей, развелась бы не по своей вине.
В конце концов Абдулле разрешили забрать Атику обратно до окончания ее периода ожидания:87.

## Смерть
Абдулла умер в январе 633 года, когда обострилась его старая рана, полученная в Таифе:76:101. Его жена сочинила для него элегию.
Я клянусь, что моя душа останется в печали по тебе,

а моя кожа останется пыльной:187.